# 'O sole mio
"’O sole mio" ("Meu sol", em português) é uma das mais famosas canções napolitanas. Foi composta no ano de 1898, sendo reconhecida oficialmente em 1901.

## Interpretações
Gravada pela primeira vez por Giuseppe Anselmi em 1907, já foi interpretada pelos mais diversos cantores, desde a clássica versão de Luciano Pavarotti, passando por uma versão punk da banda Me First And The Gimme Gimmes  até a versão de contratenor do cantor russo Vitas (incluída no CD Obras-primas de Três Séculos [2010].
Uma das mais famosas versões feita para essa música é It's Now Or Never de Elvis Presley, gravada em 1960. Ela possui a mesma melodia de "O Sole Mio", porém, a letra é em inglês, tendo sido composta por Aaron Schroeder e Wally Gold. 
Entretanto, a primeira versão em língua inglesa ocorreu em 1949, gravada por Tony Martin  sob o nome de "There's no Tomorrow".